# Tanaecia darani
Tanaecia darani är en fjärilsart som beskrevs av Hans Fruhstorfer 1913. Tanaecia darani ingår i släktet Tanaecia och familjen praktfjärilar. Inga underarter finns listade i Catalogue of Life.